# Вильена (микрорегион)

Вильена на карте.

Вильена (порт. Microrregião de Vilhena) — микрорегион в Бразилии, входит в штат Рондония. Составная часть мезорегиона Восток штата Рондония. Население составляет 132 677 человека на 2010 год. Занимает площадь 26 582,592 км². Плотность населения — 4,99 чел./км².

## Демография
Согласно сведениям, собранным в ходе переписи 2010 года Национальным институтом географии и статистики (IBGE), население микрорегиона составляет:
| Полное население                             | Полное население                             | Полное население                             | Полное население                             | 132 677 |
| -------------------------------------------- | -------------------------------------------- | -------------------------------------------- | -------------------------------------------- | ------- |
| в том числе:                                 | Городское население                          | 109 800                                      | Процент городского населения, %              | 82,76   |
|                                              | Сельское население                           | 22 877                                       | Процент сельского населения, %               | 17,24   |
|                                              | Мужское население                            | 66 775                                       | Процент мужского населения, %                | 50,33   |
|                                              | Женское население                            | 65 902                                       | Процент женского населения, %                | 49,67   |
| Плотность населения, чел/км²                 | Плотность населения, чел/км²                 | Плотность населения, чел/км²                 | Плотность населения, чел/км²                 | 4,99    |
| Население микрорегиона в % к населению штата | Население микрорегиона в % к населению штата | Население микрорегиона в % к населению штата | Население микрорегиона в % к населению штата | 8,49    |

## Состав микрорегиона
В составе микрорегиона включены следующие муниципалитеты:
1. Шупингуая
2. Паресис
3. Пимента-Буэну
4. Примавера-ди-Рондония
5. Сан-Фелипи-д’Уэсти
6. Вильена